# Milborne Port
Milborne Port is een civil parish in het bestuurlijke gebied South Somerset, in het Engelse graafschap Somerset met 2802 inwoners.